# Herbert Seifert
Herbert Seifert   (Bernstadt auf dem Eigen, 27 de maig de 1907 - Heidelberg, 1 d'octubre de 1996) va ser un matemàtic alemany.
El seu pare era oficial judicial i va ser traslladat a Bautzen on ell va rebre tota l'escolarització fins al 1926. A continuació va ingressar a la universitat Tècnica de Dresde per estudiar física i matemàtiques. L'any següent va assistir a un curs de topologia impartit per William Threlfall que, no solament el va convertir en un estudiant entusiasta d'aquesta matèria, sinó que va iniciar, malgrat la diferència d'edat, una amistat duradora entre professor i alumne fins al punt que se'ls coneixia com els bessons inseparables. El 1930 va obtenir el doctorat a Dresde amb una tesi titulada Konstruktion dreidimensionaler geschlossener Räume i els anys següents, seguint el consell de Threlfall, va anar a la universitat de Leipzig, en la qual va obtenir un segon doctorat dirigit per Bartel van der Waerden. El 1934 es va publicar el seu primer llibre conjunt amb Threlfall, Jahrbuch der Topologie (Lliçons de Topologia), en el qual s'exposava amb claredat tot el que es coneixia de topologia en aquell moment.
L'arribada al poder dels nazis va fer que fos obligat a acceptar una plaça de professor a la universitat de Heidelberg que havia quedat deserta per l'expulsió de jueus decretada l'any anterior. Des de 1935 fins a la seva jubilació el 1975, va estar a Heidelberg, amb l'excepció del temps de la Segona Guerra Mundial en que va treballar al Institut de Dinàmica de Gasos. El 1980 va fer traslladar les despulles de Threlfall (que havia mort a Oberwolfach el 1949) al cementiri de Heidelberg on també va ser enterrat ell mateix en morir el 1996.
El 1938 es va publicar el seu segon llibre conjunt amb Threlfall, Variationsrechnung Im Grossen, que era un llibre sobre teoria de Morse.